# Wonderful Pistachios Cycling Team
Wonderful Pistachios (código UCI: WPC) fue un equipo ciclista estadounidense de categoría Continental.
Tuvo su base en el equipo amateur Liquid Cycling fundado en 2008 y para la temporada 2010 pasó al profesionalismo dentro de la categoría Continental con el patrocinio de Adageo Energy, una empresa radicada en Texas dedicada a la explotación de petróleo y gas natural, de la cual tomó el nombre. Esa temporada basó su calendario enfocándose sólo en carreras nacionales.
La crisis financiera de 2010 llevó a que Adageo Energy no renovara para la temporada 2011 por lo cual, uno de los patrocinadores secundarios, Wonderful Pistachios llegó a un acuerdo para ser el patrocinador principal, dándole el nuevo nombre al equipo.
Para esa temporada el equipo se reforzó con 5 ciclistas, incluyendo a un ex UCI ProTour, el británico Thomas Faiers que en 2010 militara en las filas del Footon-Servetto.
Para 2013 el equipo desapareció tras perder a Wonderful Pistachios como patrocinador y el mánager general Josh Horowitz, no conseguir nuevos apoyos para mantener el equipo.

## Material ciclista
El equipo utilizó bicicletas Orbea (2011) y Broken Bones (2012).

## Palmarés
El equipo no logró victorias profesionales durante sus dos años activo.

## Plantillas

### Plantilla 2011
| Nombre                 | Nacimiento | Nacionalidad   | Equipo 2010                       |
| Eric Bennett           | 19/11/1987 | Estados Unidos | Adageo Energy                     |
| Neil Coleman           | 02/10/1981 | Reino Unido    | Plowman Craven Racing Team (2008) |
| Menso De Jong          | 27/01/1989 | Estados Unidos | Neoprofesional                    |
| Thomas Faiers          | 19/05/1987 | Reino Unido    | Footon-Servetto                   |
| Tim Farnham            | 24/06/1982 | Estados Unidos | Adageo Energy                     |
| Sterling Magnell       | 05/04/1983 | Estados Unidos | Rock Racing (2009)                |
| Alexi Martínez         | 30/05/1986 | Estados Unidos | Adageo Energy                     |
| Victor Riquelme        | 23/12/1986 | Estados Unidos | Neoprofesional                    |
| Collin Samaan          | 11/03/1989 | Estados Unidos | Neoprofesional                    |
| Iggy Silva             | 06/06/1990 | Estados Unidos | Neoprofesional                    |
| Taylor Bertrand-Barret | 05/05/1987 | Estados Unidos | Neoprofesional                    |

1. 1 2 3  Desde el 15 de marzo.

### Plantilla 2012
| Nombre                 | Nacimiento | Nacionalidad   | Equipo 2011                  |
| Eric Bennett           | 19/11/1987 | Estados Unidos | Wonderful Pistachios         |
| Taylor Bertrand-Barret | 05/05/1987 | Estados Unidos | Wonderful Pistachios         |
| Kirk Carlsen           | 25/05/1987 | Estados Unidos | Chipotle Development Team    |
| Yosvany Falcón         | 24/06/1979 | Estados Unidos | RealCyclist.com Cycling Team |
| Yusuke Higuma          | 28/07/1982 | Japón          | Neoprofesional               |
| Michael Jasinski       | 20/03/1987 | Japón          | Neoprofesional               |
| Sterling Magnell       | 05/04/1983 | Estados Unidos | Wonderful Pistachios         |
| Aurelien Passeron      | 19/01/1984 | Francia        | Geumsan Ginseng Asia         |
| Victor Riquelme        | 23/12/1986 | Estados Unidos | Wonderful Pistachios         |
| Collin Samaan          | 11/03/1989 | Estados Unidos | Wonderful Pistachios         |
| Iggy Silva             | 06/06/1990 | Estados Unidos | Wonderful Pistachios         |
| Erik Slack             | 09/02/1988 | Estados Unidos | Team Exergy                  |
| Brett Tack             | 05/04/1983 | Estados Unidos | Neoprofesional               |

1. ↑  Hasta el 20 de abril
2. ↑  Desde el 1 de mayo
3. 1 2  Hasta el 30 de abril.
4. ↑  Hasta el 26 de junio